# 11 Persei
11 Persei, som är stjärnans Flamsteed-beteckning, är en ensam stjärna belägen i den nordvästra delen av stjärnbilden, Perseus. Den har en skenbar magnitud på ca 5,76 och är svagt synlig för blotta ögat där ljusföroreningar ej förekommer. Baserat på parallax enligt Gaia Data Release 2 på ca 7,8 mas, beräknas den befinna sig på ett avstånd på ca 418 ljusår (ca 128 parsek) från solen. Den rör sig bort närmare solen med en heliocentrisk radialhastighet av ca –0,7 km/s.

## Egenskaper
11 Persei är vit till blå stjärna i huvudserien av spektralklass B7 III(p?) (Hg?), även om Hube (1970) gav den spektralklass B8 IV och Appenzeller (1967) klassade den som B6 V. Stjärnan är en kemiskt speciell kvicksilver-mangan-stjärna. Den har en massa som är ca 3,8 solmassor, en radie som är ca 3,2 solradier och utsänder ca 210 gånger mera energi än solen från dess fotosfär vid en effektiv temperatur på ca 14 600 K.